# Messerschmitt Bf 162
Messerschmitt Bf 162 – prototyp niemieckiego szybkiego bombowca z okresu przed II wojną światową, skonstruowany w zakładach Messerschmitt.

## Historia powstania
W 1935 roku niemieckie ministerstwo lotnictwa (Reichsluftfahrtministerium – RLM) odeszło od koncepcji uniwersalnego samolotu bojowego, zwanego Kampfzerstörer i postanowiło rozpisać konkurs na skonstruowanie dwóch samolotów, które miały trafić na wyposażenie Luftwaffe. Pierwszy z typów określono mianem Zerstörer, czyli samolot niszczycielski. Drugim miał być Schnellbomber, czyli szybki samolot bombowy, mogący pełnić również rolę samolotu rozpoznawczego dalekiego zasięgu (Fernaufklärer). Firma Bayerische Flugzeugwerke (BFW) stanęła do konkursu wystawiając jako swoje propozycje Bf 110 w klasie niszczyciela, Bf 161 jako samolot rozpoznawczy, a Bf 162 jako szybki samolot bombowy. Z tych dwóch ostatnich Bf 162 otrzymał priorytet i stanął do konkursu z Junkersem Ju 88 i Henschelem Hs 127.
Pierwszy prototyp Bf 162V1 oblatany został późną wiosną 1937 roku na lotnisku fabrycznym Augsburg-Haunstetten. We wrześniu tego samego roku ukończony został drugi prototyp Bf 162V2 (rejestracja D-AOBE). Jednakże testy w locie wykazały niezadowalające osiągi Bf 162. Prędkość maksymalna wynosiła tylko 480 km/h na wysokości 3400 m, a prędkość przelotowa na tej samej wysokości – 425 km/h. Z uwagi na to decydenci z RLM polecili Willemu Messerschmittowi skoncentrować swoje wysiłki na rozwoju samolotów myśliwskich, a dalsze prace nad Bf 162 miały zostać zakończone. Mimo tego ukończony został jeszcze trzeci prototyp Bf 162V3 (D-AOVI) oblatany 20 sierpnia 1938 roku.
W późniejszych latach wszystkie trzy prototypy były wykorzystywane w roli maszyn doświadczalnych. Przykładowo Bf 162V3 służył do prób zdalnie sterowanych stanowisk broni pokładowej, które miały zostać zastosowane w samolotach Me 210. W prasie niemieckiej ukazywały się od czasu do czasu liczne zdjęcia Bf 162 oznaczanego nazwą Jaguar, który opisywano jako nowy szybki bombowiec znajdujący się na wyposażeniu Luftwaffe. Wszystko to służyło wprowadzeniu zamieszania wśród aliantów.
Wiosną 1938 roku oblatany został Bf 161, który był jeszcze bardziej zbliżony do Messerschmitta Bf 110. Zachował nawet jego płat o niezmienionej rozpiętości. Kadłub tej maszyny był identyczny z kadłubem Bf 162, jedynie w miejscu komory bombowej mieściły się zapasowy zbiornik paliwa lub kamery fotograficzne. Pierwszy prototyp Bf 161V1 (D-AABA) otrzymał bardziej tępe oszklenie nosa niż Bf 162, natomiast Bf 161V2 posiadał przód kadłuba identyczny z Bf 162. Z uwagi na zaadaptowanie samolotów Bf 110 do wykonywania zadań rozpoznawczych zrezygnowano z dalszego rozwoju Bf 161.

## Opis techniczny

### Konstrukcja
Samolot przypominał z zewnątrz Bf 110. Konstrukcja i obrys skrzydeł były w obu tych samolotach prawie identyczne, Bf 162 otrzymał skrzydła o większej rozpiętości. Liczne analogie można było odnaleźć również w konstrukcji kadłuba i usterzenia. Zasadniczą różnicą było zastosowanie zupełnie nowego rozwiązania przodu kadłuba. Nos maszyny poza górnym panelem był całkowicie oszklony. Osłona kabiny została wyraźnie skrócona w stosunku do osłony stosowanej w Bf 110. Załoga samolotu była trzyosobowa. W centralnej części kadłuba mieściła się komora bombowa, mieszcząca 10 bomb SC 50 o masie 50 kg każda. W wariancie przeciążonym istniała możliwość podwieszania pod centropłatem dwóch dodatkowych bomb SC 250 o masie 250 kg każda, co podnosiło ogólny udźwig samolotu do 1000 kg.

### Napęd
Napęd pierwszego prototypu Bf 162V1 (D-AIXA) stanowiły dwa silniki rzędowe Daimler-Benz DB 600A o mocy startowej 725 kW (986 KM) każdy.

### Uzbrojenie
Jeden ruchomy karabin maszynowy MG 15 kalibru 7,92 mm oraz 10 bomb SC50 o łącznej masie 500 kg i możliwość podwieszenia dwóch dodatkowych bomb SC250 po 250 kg każda